# Kandíla
Kandíla (Kandila) är en ort i Grekland.   Den ligger i prefekturen Nomós Aitolías kai Akarnanías och regionen Västra Grekland, i den centrala delen av landet, 250 km väster om huvudstaden Aten. Kandíla ligger 55 meter över havet och antalet invånare är 1 245.
Terrängen runt Kandíla är kuperad åt sydväst, men åt nordost är den bergig. Havet är nära Kandíla åt sydväst.  Närmaste större samhälle är Pálairos, 10,3 km nordväst om Kandíla. 